# Stéphane Séjourné
Stéphane Séjourné (Versalles, 26 de marzo de 1985) es un abogado y político francés, que se desempeña como vicepresidente ejecutivo y comisario de Mercado Interior de la Comisión Europea desde el 1 de diciembre de 2024. Fue ministro de Europa y Asuntos Exteriores desde el 11 de enero de 2024 hasta el 21 de septiembre de 2024.

## Temprana edad y educación
Séjourné creció en Buenos Aires y luego hizo un programa de intercambio en España.

## Carrera temprana
Después de trabajar en la oficina de Jean-Paul Huchon en el Consejo Regional de Isla de Francia de 2012 a 2014, Séjourné se convirtió en asesor del Ministro de Economía y Finanzas Emmanuel Macron.
En 2011, apoyó a Dominique Strauss-Kahn de cara a las elecciones presidenciales de 2012 de quién fue mano eerecha hasta el asunto Sofitel.
Cuando Macron asumió la presidencia en las elecciones de 2017, Séjourné se presentó como asesor político, trabajando junto a Alexis Kohler e Ismaël Emelien. Luego tomó una excedencia de cuatro meses para dirigir la campaña de LREM para las elecciones europeas de 2019.

## Carrera política
Desde que ingresó al parlamento, Séjourné ha formó parte de la Comité de Asuntos Legales. En 2020, también se unió al Comité Especial sobre Inteligencia Artificial en la Era Digital.
Además de sus funciones en comisiones, Séjourné forma parte de las delegaciones del Parlamento para las relaciones con el Mercosur y la Asamblea Parlamentaria Europea-Latinoamericana.[cita requerida] También es miembro del Intergrupo del Parlamento Europeo sobre Inteligencia Artificial y Digital, el Intergrupo del Parlamento Europeo sobre los Derechos del Niño, el grupo de eurodiputados contra el cáncer y el Foro Europeo de Internet.
Tras la renuncia de Dacian Cioloş en 2021, Séjourné anunció su candidatura para el liderazgo de Renovar Europa en el Parlamento Europeo.

## Posiciones políticas
Séjourné es considerado un aliado cercano del presidente Emmanuel Macron.

## Vida personal
Séjourné inició una relación con su compañero político de LREM Gabriel Attal en 2015. La relación terminó en 2022. Su expareja ocupó el cargo de primer ministro de Francia en 2024 y Séjourné sirvió como ministro de Asuntos Exteriores en su gobierno durante dicho período.